# Peter Janssen
Pour les articles homonymes, voir Janssen.
Johann Peter Theodor Janssen, ou Peter Janssen père (né le 12 décembre 1844 à Düsseldorf, mort le 19 février 1908 dans la même ville) est un peintre prussien.

## Biographie
Peter Janssen est le premier fils de Tamme Weyert Theodor Janssen (de), graveur et membre de Malkasten, et de son épouse Laura Hasenclever. Il a deux frères, Theodor, architecte, et Karl, sculpteur.
À 14 ans, il entre à l'académie des beaux-arts de Düsseldorf après avoir passé un an auprès de Siegmund Lachenwitz. Il a pour professeurs Karl Ferdinand Sohn et Eduard Bendemann. Après ses études, il voyage en 1864 aux Pays-Bas et en Belgique. En 1865, il travaille à Munich, à Dresde et avec Emil Hünten à Berlin.

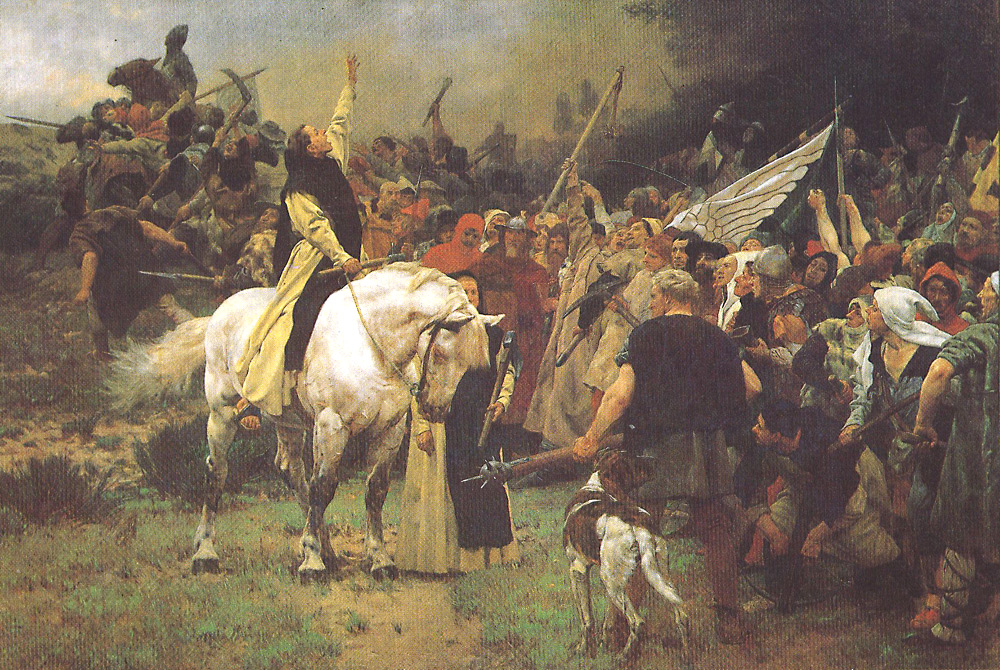
La bataille de Worringen, 1893

Le 5 septembre 1873, il épouse Constanze Gottschalk, une femme d'origine juive. Ils ont quatre enfants, dont Peter, l'aîné, sera le père de Peter Janssen le Jeune (de). Otto Janssen (de) sera philosophe.
En 1877, Janssen devient professeur à l'académie des beaux-arts de Düsseldorf. En 1880, un directoire composé de lui, Hugo Crola et Karl Woermann remplace à sa tête Hermann Wislicenus puis il est le seul directeur de 1895 à 1908. Avec Eduard Gebhardt, il contribue à remettre en avant la peinture d'histoire et religieuse.